# Ardicino della Porta
No se debe confundir con su abuelo el cardenal Ardicino della Porta (m. 1434).
Ardicino della Porta (Novara, 1434 - Roma, 4 de febrero de 1493) fue un eclesiástico italiano, obispo de Aleria y cardenal. 

## Biografía
Doctorado en derecho civil y canónico, fue vicario de la archidiócesis de Florencia, referendario de la Curia romana, obispo de Aleria desde 1475, datario de Sixto IV, gobernador sucesivamente de Perugia, Norcia, Todi, Terni y Città di Castello y legado del papa ante el emperador Federico III del Sacro Imperio Romano Germánico y ante el rey Matías Corvino de Hungría con objeto de ajustar la paz entre ambos ante la amenaza de los otomanos.  En tiempos de Inocencio VIII estuvo a cargo de supervisar las relaciones con los embajadores extranjeros ante la Santa Sede. 
Este mismo papa le creó cardenal en el consistorio de 1489 con título de San Juan y San Pablo. 
Tras su participación en el cónclave de 1492 en que fue elegido papa Alejandro VI, su salud se fue deteriorando hasta fallecer cinco meses después.  Fue sepultado junto a su abuelo en la Basílica de San Pedro, de donde sus restos fueron posteriormente trasladados a las Grutas vaticanas.   